# 杰克·奥卡拉汉
杰克·奥卡拉汉（英語：Jack O'Callahan，1957年7月24日—），美国男子冰球运动员，场上位置是后卫。他曾代表美国国家队参加1980年冬季奥林匹克运动会冰球比赛，获得一枚金牌。